# Tháp ăn uống châu Á

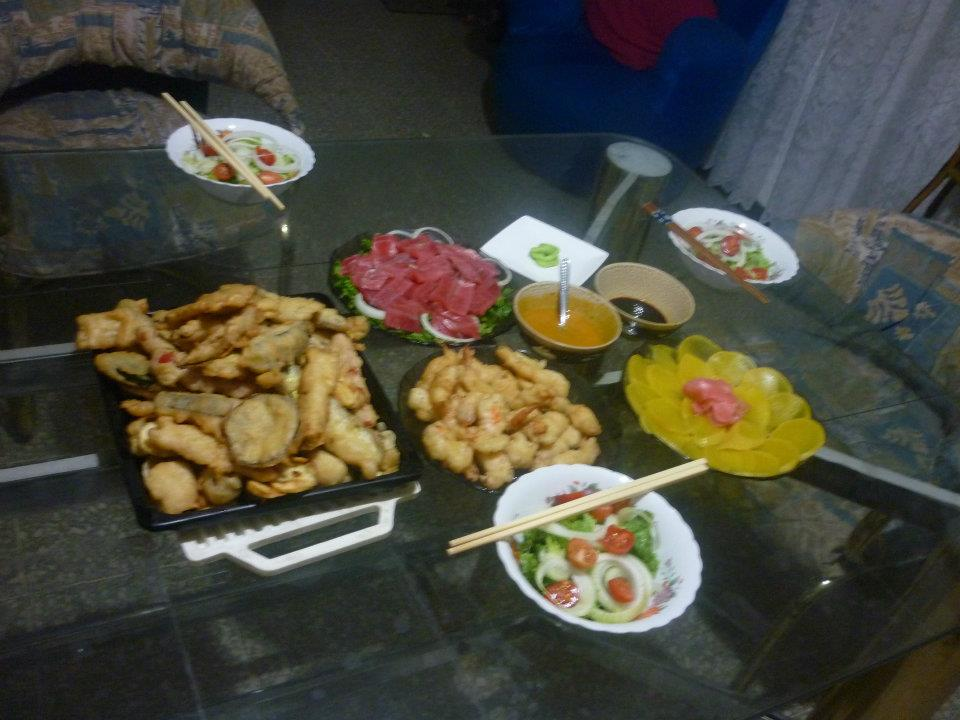
Bữa ăn của người Nhật

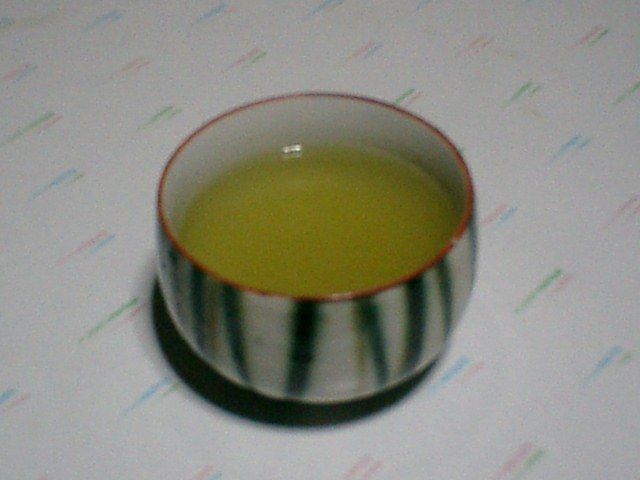
Tách trà xanh là thành phần đặc biệt trong chế độ ăn uống của người dân châu Á

Asian Diet Pyramid (hay còn gọi là kim tự tháp chế độ ăn uống châu Á)  là kim tự tháp chứa thông tin về chế độ ăn uống và khẩu phần ăn hàng ngày của người dân ở các nước châu Á. Người dân ở các châu lục và quốc gia khác cũng có chế độ ăn uống riêng tùy vào địa hình, thổ nhưỡng, văn hóa ẩm thực và điều kiện trồng trọt nông nghiệp như kim tự tháp chế độ ăn uống Đức, Áo, Estonia,...

## Mô tả kim tự tháp
Thông thường, ở mỗi châu lục, mỗi đất nước có một chế độ khác nhau và châu Á cũng không ngoại lệ. Ở cột đầu tiên là chế độ ăn hàng tháng: thịt. Cột thứ hai là của tuần: kẹo, trứng và thịt gà. Cột thứ ba là thức ăn thường xuyên gồm có hải sản. Cơm, rau, dầu ăn, trái cây là cột thường xuyên. Ở châu Á còn có một đặc sản là trà.